# Manicouagan
A Regionalidade Municipal do Condado de Manicouagan está situada na região de Côte-Nord na província canadense de Quebec. Com uma área de quase quarenta mil quilómetros quadrados, tem, segundo o censo de 2006, uma população de cerca de trinta e três mil pessoas sendo comandada pela cidade de Baie-Comeau. Ela é composta por 9 municipalidades: 1 cidade, 1 município, 1 freguesia, 5 aldeias e 1 território não organizados.
Há várias áreas protegidas presentes em Manicouagan, incluindo a Reserva Ecológica Louis-Babel, a Reserva da biodiversidade da la Météorite e a a Reserva da biodiversidade de Uapishka. Também incluí-se a Reserva da Biosfera Manicouagan-Uapishka.

## Municipalidades

### Cidade
- Baie-Comeau

### Município
- Franquelin

### Freguesia
- Ragueneau

### Aldeias
- Baie-Trinité
- Chute-aux-Outardes
- Godbout
- Pointe-aux-Outardes
- Pointe-Lebel

### Territórios não organizados
- Rivière-aux-Outardes

## Região Autônoma
A reserva indígena Betsiamites não é membros do MRC, mas seu território está encravado nele.